# 天性寺 (郡山市)
天性寺（てんしょうじ）は、福島県郡山市安積町笹川に所在する曹洞宗の寺院。正式には来迎山 天性寺。安積三十三観音霊場第八番札所。「笹川のあばれ地蔵」で知られる。

## 概要
1422年（応永29年）、篠川公方の足利満直により、龍性寺（現在は廃寺）とともに建立された。当時は臨済宗で、名前は霊雲山 天性寺だった。
天正年間に岩瀬今泉永禄寺二世の日山芳旭和尚が中興し、その際に曹洞宗に改め山号を来迎山とした。
以前は東北本線の線路の東側にあったが、明治時代に火災に遭い、線路西側の現在地に移転した。
室町時代、村民たちが秋祭りの無事を願って縄に結ばれた地蔵を村中で引っ張る風習が生まれ、これが変化して明治時代初期、地蔵を地面に打ちつける行事「笹川のあばれ地蔵」となる。2006年（平成18年）、市指定重要無形民俗文化財に指定される。

## 笹川のあばれ地蔵

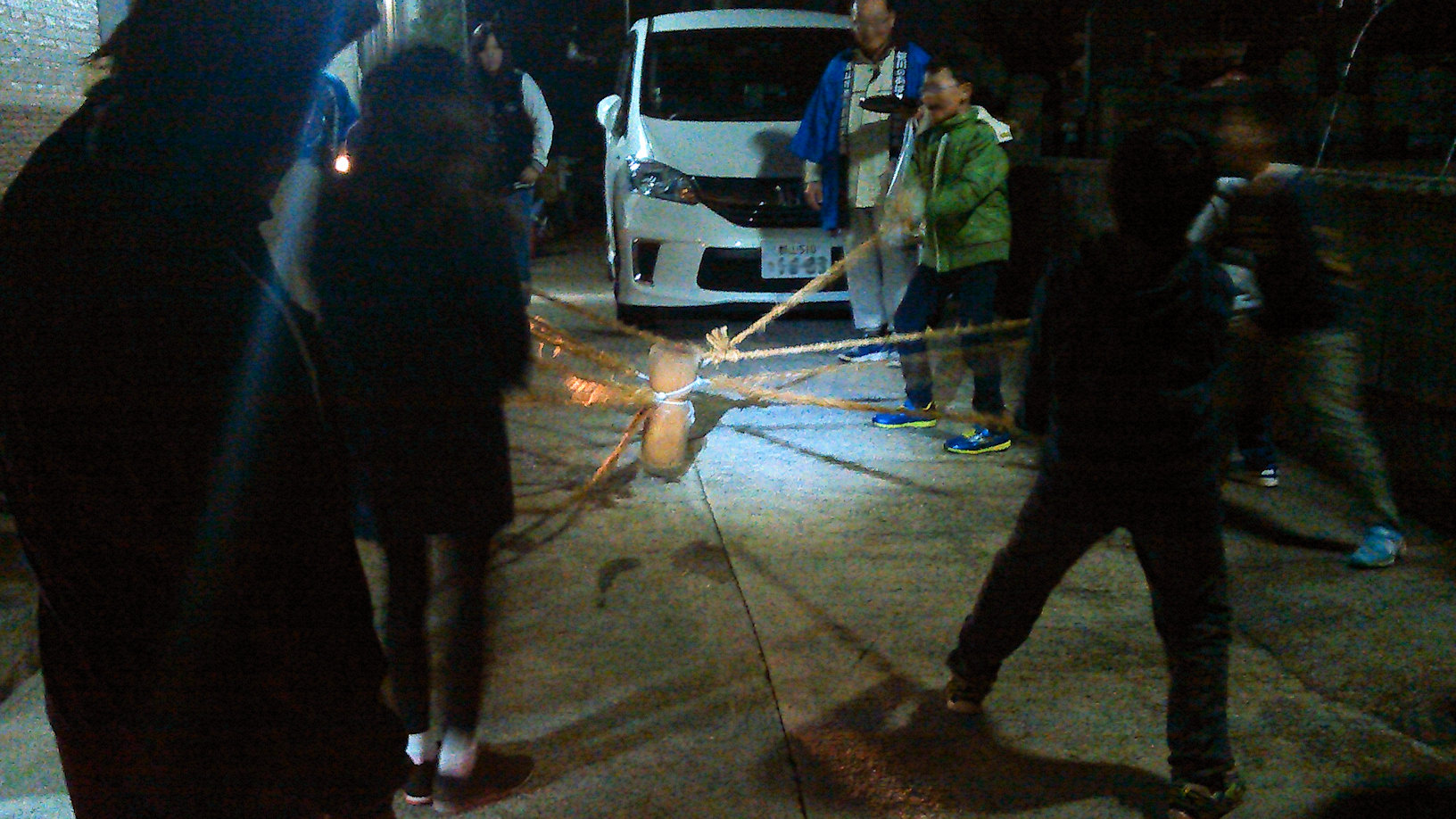
笹川のあばれ地蔵 祭礼の様子

毎年11月2日の夕方から行われる、ヤナギの木で作られた地蔵を大地に打つ（鎮魂）という神仏習合型の伝統行事。
当日は、まず地蔵堂で地蔵様に新しい縄が結ばれ、住職のお払いの後、頭からお神酒をかけられてから6体のお地蔵様がそれぞれに分かれて出発し、地域の一軒一軒のそれぞれの戸口のところで、かけ声とともに、お地蔵様を3回地面に叩きつけて回る。

### 伝説
昔、地区を流れる阿武隈川が洪水になったとき、川上から数多くの木が流れてきた。一人の百姓がその木を持ち帰り、薪割りの台に使っていたところ、いつの間にかその木が神棚に上がっており、よく見ると、かすかながら目と鼻が刻まれていた。庄屋さまに見てもらったところ、お地蔵様に間違いないというのでこれをお寺に納めたところ、村で流行っていた病気が収まり、お地蔵様が信仰の対象となった。
いつの頃からか、このお地蔵様を村中に引き回す風習が生まれ、お地蔵様も子供たちと暴れるのを喜んでいるようなので、やがては親しみをこめて「あばれ地蔵」と呼ばれるようになった。

## 寺院周辺
- 東舘稲荷神社 - 篠川御所跡
- 月光温泉

## 交通アクセス
- JR東日本郡山駅1番バス乗り場より須賀川駅前行または須賀川・並木町行で「西笹川」停留所下車、徒歩5分
- JR東日本安積永盛駅より徒歩15分